# جيمي ماديسون (مستكشف)
جيمي ماديسون (بالإنجليزية: Jamie Maddison) هو مستكشف ومغامر وعداء مسافات طويلة بريطاني وُلِد في 21 نوفمبر 1988 في تشيلتنهام، إنجلترا. عُرف برحلاته الاستكشافية في آسيا الوسطى وخاصة في كازاخستان وتركمانستان وأوزبكستان، إضافة إلى مغامرات الجري لمسافات طويلة عبر الصحاري والجبال.

## حياته ومغامراته
يحمل ماديسون شغفًا خاصًا بثقافة بدو آسيا الوسطى، وكرّس جزءًا كبيرًا من مسيرته لاستكشاف مناطق نائية هناك.

### أبرز رحلاته والمغامرات بالتفصيل
- 2013 – عبور صحراء كاراكوم في تركمانستان سيرًا على الأقدام لمسافة تزيد عن 300 كيلومتر خلال 6 أيام.
- 2014 – رحلة على ظهر الخيل بطول 1000 كيلومتر عبر كازاخستان خلال 28 يومًا، مستلهمًا من حياة البدو الرحل.
- 2017 – الجري لمسافة 100 ميل (حوالي 160 كلم) عبر جبال تيان شان في قرغيزستان، متحديًا الظروف الجبلية القاسية.
- 2018 – سباق عبر سهوب كازاخستان لمسافة 110 كيلومترًا في أقل من 24 ساعة.
- 2019 – مشروع توثيق التقاليد الشفوية لشيوخ البدو في أوزبكستان وكازاخستان، بهدف الحفاظ على التراث الشفوي المهدد بالاندثار.

## أعماله الأخرى
يعمل ماديسون أيضًا ككاتب ومحاضر، وقد نُشرت مقالاته وتقاريره في عدة صحف ومجلات بريطانية. يقدم محاضرات حول الاستكشاف والقدرة على التحمل، وغالبًا ما يركز على أهمية فهم الثقافات المحلية واحترامها.

## الجوائز والتقدير
نال ماديسون تقديرًا واسعًا من الأوساط المغامِرة والرياضية في بريطانيا، كما تم ترشيحه لعدة جوائز في مجال الرحلات الاستكشافية والجري لمسافات طويلة.